# Björn Jonson
Björn Jonson (Malmö, 12 april 1940) is een Zweeds professor in klinische fysiologie en uitvinder van de servo-ventilator.
Jonsson was een arme wees die ging studeren aan de Lund universiteit in de vroegere jaren zestig.
- Library of Congress Control Number: n88066659
- Nederlandse Thesaurus van Auteursnamen: 073739200
- LIBRIS: 192175
- Système universitaire de documentation: 174746989
- Virtual International Authority File: 77150221